# Point Forward
Point Forward ist eine inoffizielle Bezeichnung für Spieler im Basketball, welche die Fähigkeiten eines Point Guards bzw. Aufbauspielers besitzen, jedoch aufgrund ihrer Größe auf den Forward-Positionen spielen. Potenziell sind solche Spieler somit für eine Mannschaft neben dem Point Guard die zweite Option im Spielaufbau.
Üblicherweise wird die Bezeichnung Point Forward für Small Forwards und Power Forwards (in der Regel sind es eher Small Forwards) benutzt, welche die Spielübersicht und das Ballhandling eines Point Guards besitzen und somit auch das Spiel lenken können. Diese Spieler verursachen oft defensive „Mis-matches“ (Vorteile für den Offensivspieler durch zum Beispiel zu kleinen oder zu langsamen Verteidiger), da langsamere Power Forwards meistens Distanzwürfe aufgrund ihrer fehlenden Geschwindigkeit nicht effektiv genug verteidigen können, und weil Point Forwards mithilfe ihrer Körpergröße kleinere Spieler „aufposten“ (mit dem eigenen Körper bzw. Rücken wegdrücken) können.

## Beispiele
Beispiele für diese Art von Spieler sind:
- Oscar Robertson
- Rick Barry[1][2]
- John Johnson[2]
- Marques Johnson[1][2]
- Robert Reid[1]
- Larry Bird[2][3]
- Magic Johnson[2][4]
- Paul Pressey[1][2][3]
- Chris Mullin[5]
- Scottie Pippen[1][2][3][4]
- Anthony Mason[2]
- Toni Kukoč[6]
- Chris Webber[2]
- Jamal Mashburn[7]
- Grant Hill[1][2][4]
- Kevin Garnett[2]
- Kobe Bryant[1]
- Tracy McGrady[2]
- Ron Artest[8][9]
- Andrei Kirilenko[8][10]
- Shawn Marion[4][8][11]
- Lamar Odom[2][4][8]
- Hidayet Türkoğlu[1][2][8]
- Joe Johnson[12]
- Gerald Wallace[8][13]
- Tayshaun Prince[8][14]
- LeBron James[1][2][3][15]
- Josh Howard[8][16]
- Boris Diaw[17]
- Luol Deng[8][18]
- Andre Iguodala[4][19]
- Nicolas Batum[20]
- DeMar DeRozan[3]
- Joe Ingles[15]
- James Johnson[20]
- Jimmy Butler[3]
- Draymond Green[3][15]
- Giannis Antetokounmpo[3]
- Ben Simmons[15]
- Domantas Sabonis[21]
- Luka Dončić[22]
- Deni Avdija[22]